# William Robertson Smith
William Robertson Smith (8. listopadu 1846 – 31. března 1894) byl skotský orientalista a evolucionista.
Byl přispěvatelem a editorem encyklopedií Encyclopædia Britannica a Encyclopedia Biblica. Věnoval se výzkumu archaických semitských náboženství. Vyslovil mínění, že Starý zákon je souborem mytologických a historických textů odlišného věku. Za vyslovení tohoto názoru byl obviněn z hereze představiteli Free Church of Scotland a byl vyloučen z církve. Vycházel z názoru, že náboženství, jelikož se podávalo z otce na syna v rámci určité skupiny, vyskytovalo se výhradně v určité skupině v rámci jedné rasy (např. judaismus). Jako první použil komparativně-evolucionistický přístup ke studiu starého zákona. Smith nechápal archaické náboženství jako projev selhání intelektuálního výkladu světa, ale zdůrazňoval jeho sociální funkce a viděl v něm důležitý zdroj pro udržení sociální soudržnosti.

## Dílo
- Kinship and Marriage in Early Arabia (1885)
- Lectures on the Religion of the Semites (1889)